# Kirkgate, Leith

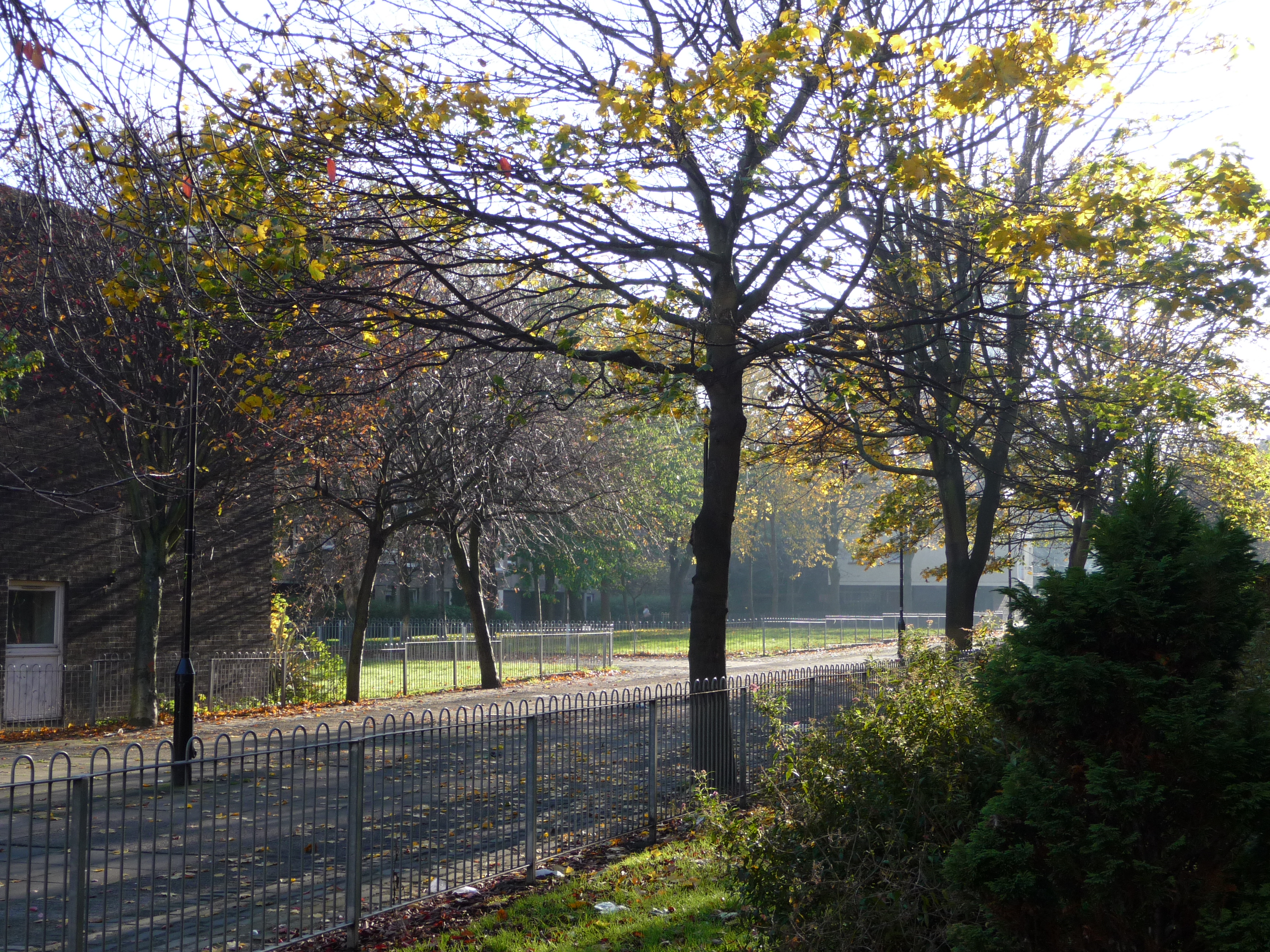
Kirkgate, Leith

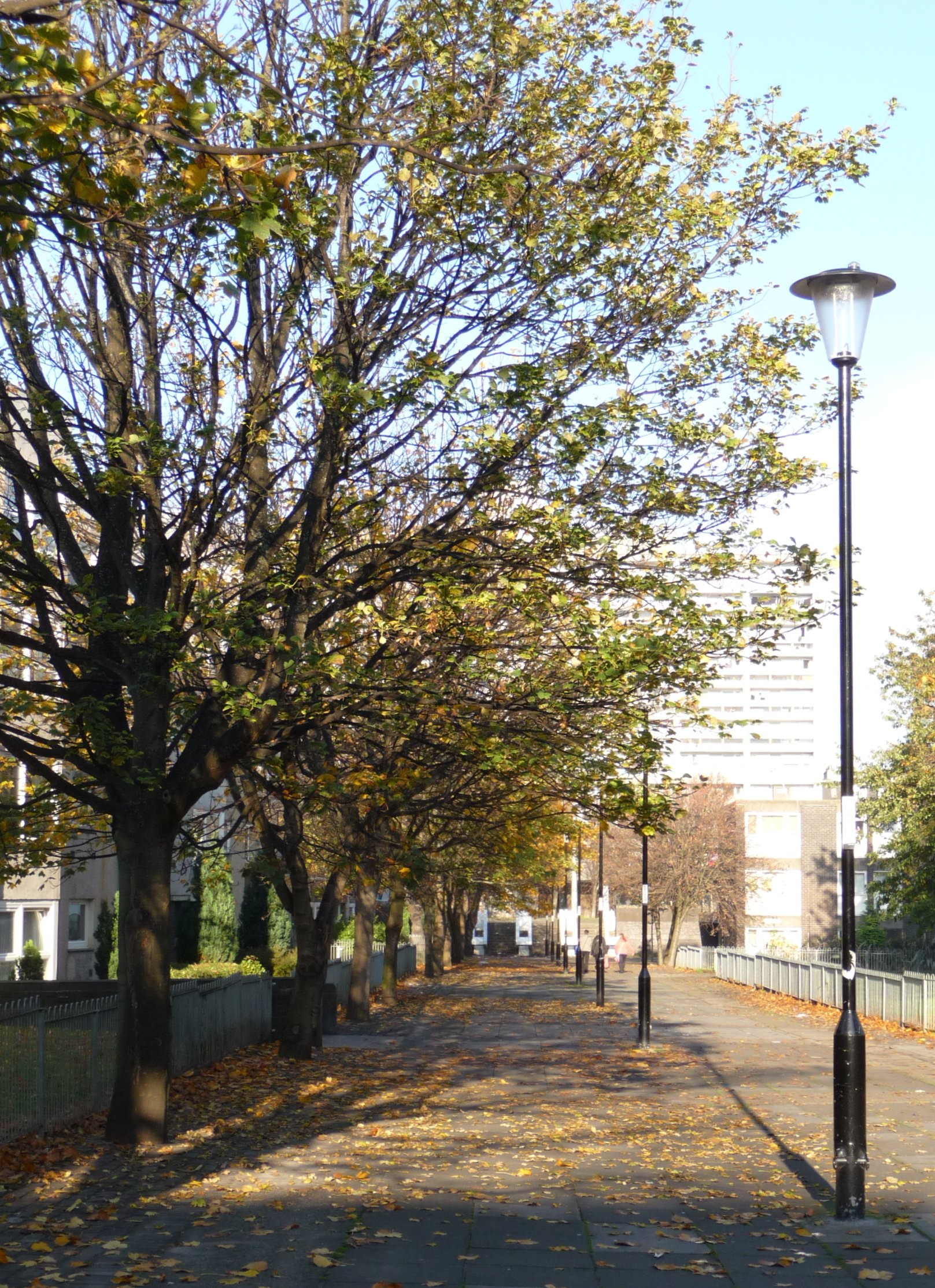
Kirkgate, Leith

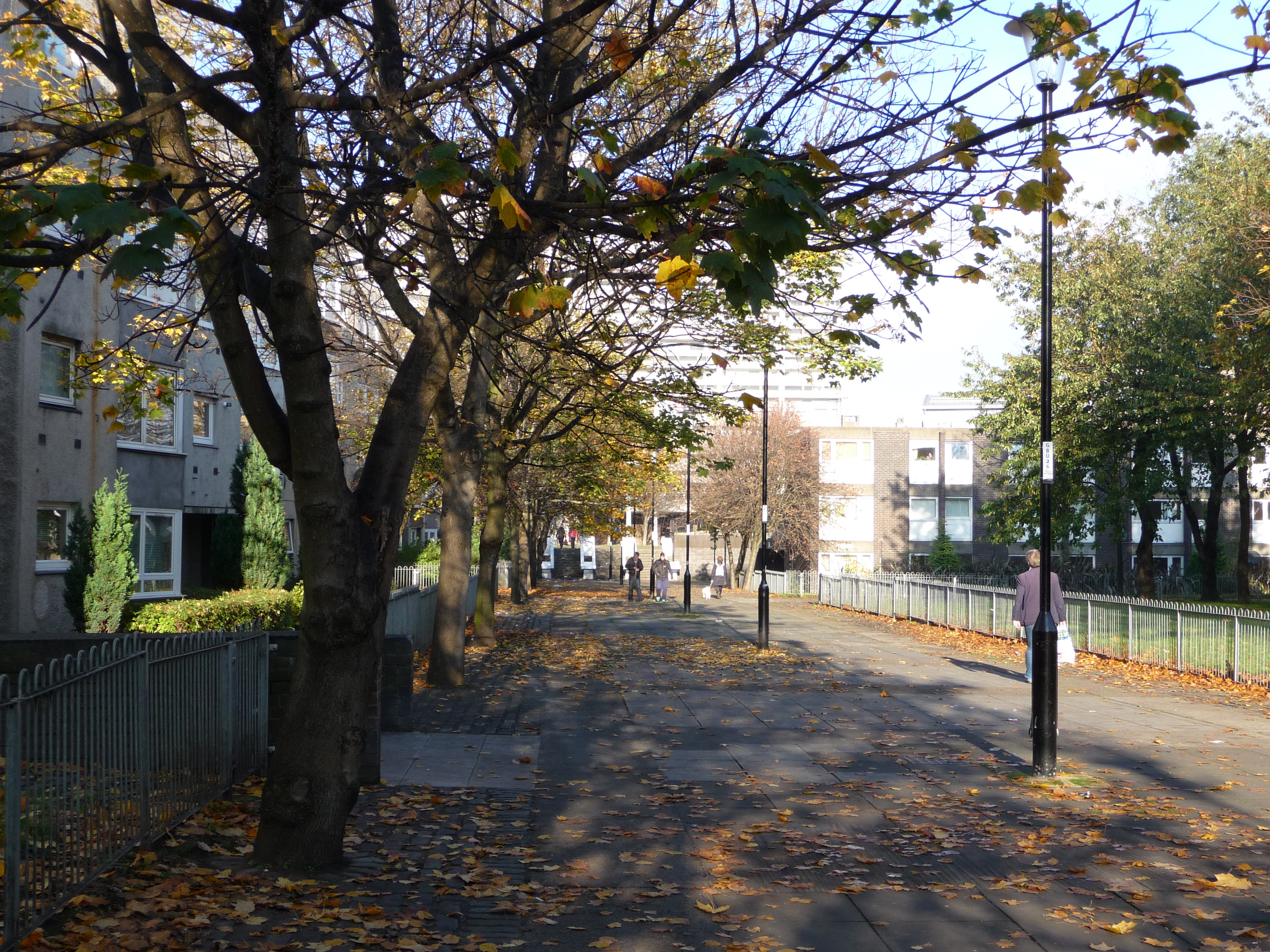
Kirkgate, Leith

Kirkgate es una antigua vía en Leith, Edimburgo, Escocia. Corre hacia el norte desde el pie de Leith Walk hacia Leith Docks. Es una de las calles más antiguas del distrito e históricamente uno de sus enlaces viales más importantes. 
La mayoría de los edificios en el antiguo Kirkgate y las calles vecinas, como Tolbooth Wynd, fueron demolidos en la década de 1960 y reemplazados por el centro comercial Newkirkgate y un nuevo complejo de viviendas, que incorpora la torre Linksview House, catalogada como A, en 1965. La población residente se dispersó principalmente en nuevas urbanizaciones en otras partes de Edimburgo. 

## Etimología
El nombre de la calle es de origen nórdico antiguo y su significado es idéntico al de «Church Street». La iglesia a la que se refiere probablemente sea la iglesia parroquial de South Leith.

## Edificios y monumentos notables
- Teatro de la Alegría
- Casa de la Trinidad de Leith
- Hospital de Leith
- Iglesia parroquial del sur de Leith
- Casa Linksview[2]

## Residentes notables
- Lord Balmerino
- Robert Andrew Macfie, empresario y miembro del Parlamento
- William Merrilees, policía